# 鳥兜

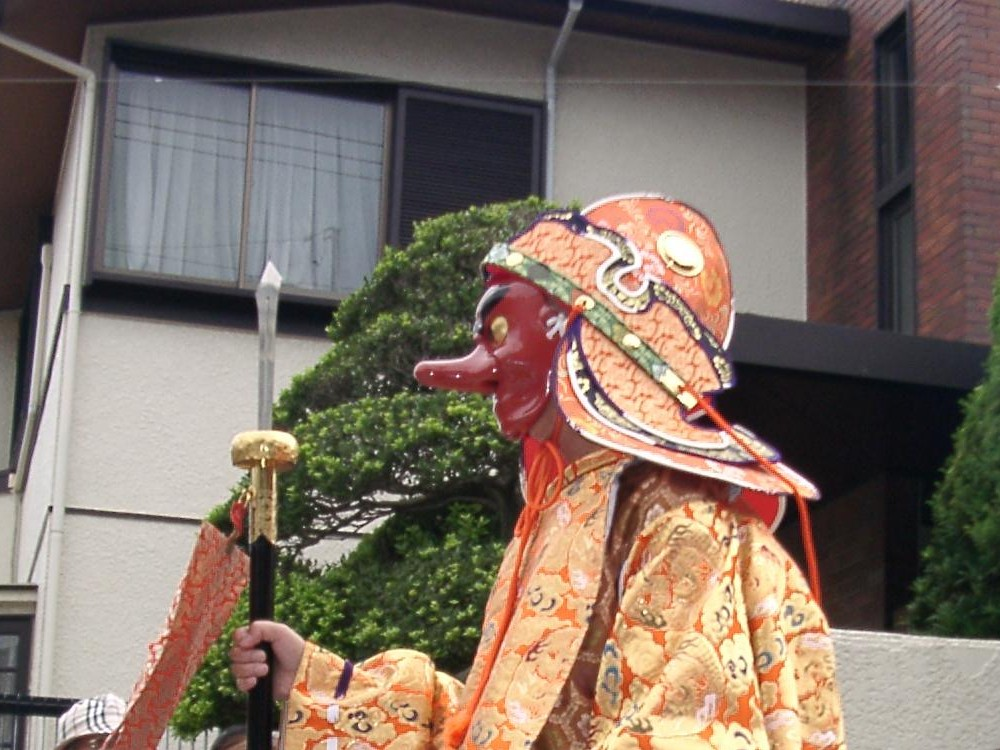
鳥兜を被ったサルタヒコ
面掛行列（御霊神社）

鳥兜（鳥甲、とりかぶと）は、舞楽の常装束で用いられる頭に被る装飾品。舞楽以外には神社・仏閣での民俗芸能などでも用いられる。
鳳凰の頭部をかたちどったものとされ、鶏冠のような形状で縦に長く、後の首周りにはしころ（兜に付属し、首の後ろを守るパーツ）が付いている。
兜とは名づけられているものの錦や金襴で華麗に仕立てられ、舞楽の種類によっても微妙に色彩などが違う。
見た目が優美なため和服の模様などに採用されることもあるが、そのほとんどが青海波に使われる鳥兜である。特に打掛などに、紅葉、火炎太鼓、鳥兜を扱ったものは紅葉賀模様と称される。